# Olimpia Tănase
Olimpia Tănase (n. 1880 – d. 1967) a fost mama călugărului Petroniu Tănase („Cuviosului Petroniu de la Prodromu”, 1914–2011), stareț al Schitului Prodromu.
A fost canonizată ca sfântă de Sfântul Sinod al Bisericii Ortodoxe Române în ședința sa din 1 iulie 2025, cu titulatura „Sfânta Olimpia din Fărcașa” și prăznuirea în ziua de 4 iulie.